# Seleção Uruguaia de Futsal Feminino
A Seleção Uruguaia de Futsal Feminino é a seleção oficial de futebol de salão feminino do Uruguai, e que tem como unidade organizadora a Asociación Uruguaya de Fútbol, criada em 30 de março de 1900.

## Melhores Classificações
- Torneio Mundial de Futsal Feminino - Nunca participou da competição.
- Campeonato Sul-Americano de Futsal Feminino - Vice-campeã em 2015